# Jessica Hardy
Jessica Hardy (* 12. März 1987 in Orange, Kalifornien) ist eine ehemalige US-amerikanische Schwimmerin. Ungewöhnlicherweise gehörte sie sowohl über die kurzen Brust- als auch Freistilstrecken zu den weltbesten Schwimmerinnen; es gilt als schwierig, über beide dieser Schwimmstile Topleistungen zu absolvieren.

## Leben und Karriere
Hardy lebt in Long Beach, Kalifornien. Sie ist Mitglied beim Trojan Swim Club, der Schwimmabteilung der University of Southern California, wo ihr Trainer Dave Salo war. Nachdem sie 2005 als Schülerin an der Long Beach Wilson Senior Highschool den Weltrekord über 100 m Brust gebrochen hatte, schwamm sie für die University of California, Berkeley, wo sie sich vier Mal als NCAA-Meister durchsetzen konnte. Bei den Weltmeisterschaften 2007 in Melbourne konnte sie ein weiteres Mal überzeugen, indem sie über die 50-m-Bruststrecke die Goldmedaille gewann. Bei den Kurzbahnweltmeisterschaften 2008 in Manchester setzte sie sich als dreifache Weltmeisterin an der Weltspitze fest.
Hardy war ursprünglich Teil des Olympiateams der USA bei den Olympischen Spielen 2008 in Peking, da sie sich bei den Olympiatrials der USA in herausragender Weise für die 50-m-Freistilstrecke, der 4-mal-100-Meter-Freistilstaffel und der 100-m-Bruststrecke qualifiziert hatte. Am 1. August 2008 verkündete die USADA, dass Hardy am 4. Juli 2008 bei den Olympiatrials 2008 positiv auf die verbotenen Substanz Clenbuterol getestet wurde. Als Konsequenz wurde sie vom Olympiateam der USA für die Olympischen Spiele ausgeschlossen und zunächst für zwei Jahre gesperrt. Diese Dopingsperre wurde später auf ein Jahr reduziert; der Weltschwimmverband FINA und die Weltantidopingbehörde WADA legten gegen diese Verkürzung der Sperrfrist Einspruch beim internationalen Sportgerichtshof CAS ein. Das Gericht urteilte im Mai 2010 zu Gunsten von Hardy, die Sperre wurde nicht auf zwei Jahre verlängert.

## Bestzeiten und Rekorde
Zeichenerklärung
- AR – Amerikarekord
- WR – Weltrekord

Bestzeiten Langbahn
- 50 m Freistil – 00:24,58 (5. Juli 2008 in Omaha)
- 100 m Freistil – 00:54,45 (3. Juli 2008 in Omaha)
- 50 m Brust – 00:29,95 WR (7. August 2009 in Federal Way)
- 100 m Brust – 01:06,20 AR und ex-WR (25. Juli 2005 in Montreal)

Bestzeiten Kurzbahn
- 50 m Freistil – 00:24,28 (13. April 2008 in Manchester)
- 100 m Freistil – 00:53,46 (12. April 2008 in Manchester)
- 50 m Brust – 00:29,58 WR (10. April 2008 in Manchester)
- 100 m Brust – 01:04,22 AR (12. April 2008 in Manchester)

Internationale Rekorde
| Weltrekorde (4)                                                | Weltrekorde (4) | Weltrekorde (4)   | Weltrekorde (4) |
| -------------------------------------------------------------- | --------------- | ----------------- | --------------- |
| 50 m Brust                                                     | 00:29,80 min    | 7. August 2009    | Federal Way     |
| 50 m Brust (Kurzbahn)                                          | 00:28,80 min    | 15. November 2009 | Berlin          |
| 100 m Brust                                                    | 01:04,45 min    | 7. August 2009    | Federal Way     |
| 4 × 100 m Lagen (Kurzbahn) (mit Hoelzer, Volmer und Weir)      | 03:47,97 min    | 18. Dezember 2009 | Manchester      |
| Amerikarekorde (2)                                             |                 |                   |                 |
| 100 m Brust (Kurzbahn)                                         | 01:04,22 min    | 10. April 2008    | Manchester      |
| 4 × 100 m Freistil (Kurzbahn) (mit Komisarz, Denby und Silver) | 03:34,96 min    | 12. April 2008    | Manchester      |
| (Stand: 7. August 2010)                                        |                 |                   |                 |